# شرابة الحرير الصفراء
شرابة الحرير الصفراء (الاسم العلمي:Garrya flavescens) هي نوع من النباتات يتبع جنس شرابة الحرير من فصيلة شرابات الحرير.